# こおろぎ (映画)
『こおろぎ』は、青山真治監督による2006年の日本映画。
2020年1月に幻の映画復刻レーベルDIGから初ソフト化された。

## キャスト
- 鈴木京香
- 山﨑努
- 安藤政信
- 伊藤歩

## 発表
2006年、第19回東京国際映画祭日本映画「ある視点」部門に出品されたほか、第63回ヴェネツィア国際映画祭オリゾンティ部門に出品された。その後長く一般公開はされなかったが、製作から13年後の2019年に公開された。